# Marquesado de Cuevas del Becerro
El marquesado de Cuevas del Becerro es un título nobiliario español creado por el rey Carlos II de España el 22 de febrero de 1693 a favor de Cristóbal Castrillo Fajardo y Tamariz de la Escalera,«Cuevas del Becerro, Marqués de». Diputación Permanente y Consejo de la Grandeza de España y Títulos del Reino. Búsqueda en «Guía de Títulos». Madrid. Consultado el 16 de febrero de 2025. señor de Cuevas del Becerro y caballero de la Orden de Calatrava. 

## Denominación
Su nombre se refiere al municipio andaluz de Cuevas del Becerro, en la provincia de Málaga.

## Marqueses de Cuevas del Becerro
- Cristóbal de Castrillo Fajardo y Tamariz de la Escalera, I marqués de Cuevas del Becerro, VIII señor de las Cuevas del Becerro y V señor de Montejaque y Benaoján, caballero de la Orden de Calatrava, alcaide perpetuo de los Reales Alcázares de la ciudad de Écija. Era hijo de Catalina Castrillo Fajardo, VII señora de las Cuevas del Becerro y IV señora de Montejaque y Benaoján, y de su esposo Marcos Tamariz de la Escalera, caballero de la Orden de Santiago y miembro del Consejo de las Órdenes.[1]

Casó con Ana de San Vitores. Le sucedió su hijo:
- Marcos Castrillo Fajardo y Tamariz, II marqués de Cuevas del Becerro y VI señor de Montejaque y Benaoján, alcaide perpetuo de los Reales Alcázares de Écija.[1]

Contrajo matrimonio, el 29 de enero de 1695, con Teresa María de Nava Grimón y Viña de Vergara. Le sucedió su hijo:
- Cristóbal Castrillo Nava y Viña, III marqués de Cuevas del Becerro y VII señor de Montejaque y Benaoján, alcaide perpetuo de los Reales Alcázares de Écija.[1]

Casó con María Ana Galindo Barrientos. Le sucedió su hijo:
- Marcos Castrillo y Fajardo, IV marqués de Cuevas del Becerro y VII señor de Montejaque y Benaoján, alcaide perpetuo de los Reales Alcázares de Écija.

Casó con María Francisca Ezeysa y Pérez de Saavedra, hermana y heredera del marqués de Villaverde de San Isidro.
- Juan Bautista Castrillo Fajardo y Ezeysa (Écija, ca. 1767-Sevilla, 29 de abril de 1841), V marqués de Cuevas del Becerro,[1]  IX señor de Montejaque y Benaoján y VI marqués de Villaverde de San Isidro, alcaide perpetuo de los Reales Alcázares de Écija.[2]

Casó con su tía María Agustina de Nava y Grimón. Le sucedió su hijo:
- Marcos José Castrillo y Nava Ezeysa, VI marqués de Cuevas del Becerro,[1]  X señor de Montejaque y Benaoján y I vizconde de Benaoján por decreto de 21 de marzo de 1819, VII marqués de Villaverde de San Isidro y poseedor de los señoríos de su padre. Fue caballero de la Orden de Santiago y el último de su linaje que ejerció de alcaide perpetuo de los Reales Alcázares de Écija.[1]

Contrajo matrimonio con María Pastora Bernuy y Valda (n. Écija, 27 de agosto de 1786), hija de Fadrique José de Bernuy y Fernández de Henestrosa, VI marqués de Benamejí y de su esposa Francisca de Paula Valda y Maldonado, hija a su vez del VII marqués de Valparaíso, VI de Villahermosa, IV de Busianos, y vizconde de Santa Clara de Avedillo. Le sucedió su hijo:
- Juan Bautista Castrillo y Bernuy,  VII marqués de Cuevas del Becerro y II vizconde de Benaoján por Real Carta de sucesión del 3 de mayo de 1848.[4] Le sucedió:

- Marcos Castrillo y Medina, VIII marqués de Cuevas del Becerro, X marqués de Benamejí) y III vizconde de Benaoján.

Casó el 6 de junio de 1885, en Sevilla, con María de los Ángeles Sanjuán y Garvey (m. 17 de diciembre de 1937), viuda su primer matrimonio con Alberto Mencos y Ezpeleta, conde del Fresno de la Fuente de quien no hubo sucesión. Le sucedió su hija:
- María de la Concepción Castrillo y Sanjuán (n. Sevilla) IX marquesa de Cuevas del Becerro, XI marquesa de Benamejí,[5] grande de España, IV vizcondesa de Benaoján.

Casó el 28 de abril de 1913 con Manuel de la Lastra y Liendo (m. 23 de abril de 1939) marqués de Fuensanta del Valle. Le sucedió su hijo:
- Marcos de la Lastra y Castrillo (junio de 1859-25 de marzo de 1908), X marqués de Cuevas del Becerro y XII marqués de Benamejí,[5] senador del Reino vitalicio.[8] Le sucedió su hermano:

- Carlos de la Lastra y Castrillo (m. 17 de septiembre de 1933), XI marqués de Cuevas del Becerro y XIII marqués de Benamejí.[5][9]

Casó con María Luisa Marcos Mauri. Le sucedió su hijo:
- Manuel de la Lastra y Marcos, XII marqués de Cuevas del Becerro y XIV marqués de Benamejí.[5][10]

Contrajo un primer matrimonio el 28 de junio de 1975 con María de la Salud Cortines Torres y se casó en segundas nupcias el 25 de mayo de 2006 con Isabel Cobo.